# Miriam Butkereit
Miriam Butkereit (ur. 8 maja 1994) – niemiecka judoczka. Srebrna medalistka olimpijska z Paryża 2024, w wadze średniej.
Brązowa medalistka mistrzostw świata w 2025; piąta w 2021 i 2022; uczestniczka zawodów w 2023, a także zdobyła dwa medale w drużynie. Startowała w Pucharze Świata w latach: 2015-2019, 2023 i 2024. Piąta na mistrzostwach Europy w 2020 i 2024. Druga na igrzyskach europejskich w 2023 w drużynie. Mistrzyni kraju w 2016 i 2019; trzecia w 2015 i 2017 roku.

## Letnie Igrzyska Olimpijskie 2024
| Konkurencja | Eliminacje             | Eliminacje                | Repasaże                  | Finały                | Klas. końcowa |
| Konkurencja | Przeciwnik I           | 1/4                       | 1/2                       | Finał                 | Miejsce       |
| ----------- | ---------------------- | ------------------------- | ------------------------- | --------------------- | ------------- |
| 70 kg       | Aoife Coughlan (AUS) Z | Gabriella Willems (BEL) Z | Michaela Polleres (AUT) Z | Barbara Matić (CRO) P | 2.            |